# Hiroyuki Hosoda
Hiroyuki Hosoda (細田 博之?, Hosoda Hiroyuki; Matsue, 5 aprile 1944 – Tokyo, 10 novembre 2023) è stato un politico giapponese.

## Biografia
Hiroyuki Hosoda nacque a Matsue, nella prefettura di Shimane, il 5 aprile 1944. Si laureò in giurisprudenza all'Università imperiale di Tokyo e successivamente, dal 1967 al 1986, lavorò presso il ministero del commercio internazionale e dell'industria.

### Carriera politica
La sua carriera politica iniziò quando divenne segretario del padre, il politico Kichizo Hosoda, allora membro della Camera dei rappresentanti. Quattro anni dopo, nel 1990, si candidò in parlamento in rappresentanza della prefettura di Shimane. Venne eletto.
Nelle successive elezioni del 1993 fu riconfermato. Venne eletto per altre nove volte, fino al 2021.
Nel 2002 il primo ministro Jun'ichirō Koizumi nominò Hosoda ministro di Stato per gli affari di Okinawa e dei territori del Nord, per la politica scientifica e tecnologica e per la politica informatica. Nel settembre dell'anno successivo divenne vice-capo segretario di gabinetto mentre nel maggio del 2004 fu designato capo segretario di gabinetto in seguito alle dimissioni del politico Yasuo Fukuda. In tale carica fu delegato anche per la promozione dell'uguaglianza di genere.
Nel 2008 fu nominato segretario generale del PLD dopo che Tarō Asō era stato eletto alla presidenza del partito, divenendo poi primo ministro. Rimase in carica per poco più di anno a causa della sconfitta del partito alle elezioni del 2009.
Nel 2012 con la vittoria del PLD di Shinzō Abe alle elezioni, venne nominato da quest'ultimo a capo del Seiwa Seisaku Kenkyukai, fazione politica interna del partito, sostituendo Nobutaka Machimura.
Nel luglio 2016 divenne segretario generale ad interim del partito, in seguito al ricovero di Sadakazu Tanigaki, mentre il mese seguente venne eletto presidente del consiglio generale del PLD.
Dopo le elezioni del 2021 e la vittoria del PLD con a capo Fumio Kishida, Hiroyuki Hosoda venne eletto presidente della Camera dei rappresentanti il 10 novembre 2021. Si dimise dall'incarico nell'ottobre 2023 a causa di alcuni problemi di salute.

### Morte
Hiroyuki Horoda morì a Tokyo il 10 novembre 2023, all'età di 79 anni, a causa di una disfunzione multiorgano.